# تشاه اكبر (يونسي)
تشاه اکبر (يونسي) (بالإنجليزية: Chah-e Akbar)‏ هي مستوطنة تقع في إيران في قسم يونسي الريفي.